# Danderhall
Danderhall est un village dans le Midlothian en banlieue d’Édimbourg, en Écosse.